# ピケット・フェンス
『ピケット・フェンス ブロック捜査メモ』（原題:Picket Fences）は、1992年から1996年までアメリカCBSにて放送されたテレビドラマ。
日本では毎日放送にて1996年～1998年頃の水曜日の深夜に、ミステリチャンネルにて2002年～2004年にシーズン3まで、BSジャパンにて2001年に全シーズン(シーズン4は字幕)放送された。また、テレビ東京、スカパー!、ケーブルテレビでもシーズン1のみ放送された。
『アリー my Love』、『ザ・プラクティス ボストン弁護士ファイル』、『シカゴ・ホープ』などを手掛けたデビッド・E・ケリーがプロデュースしたこの作品には、映画界でも活躍しているトム・スケリット、ドン・チードル、ローレン・ホリー、コスタス・マンディロアなど、著名な俳優が顔を揃えている。
プライムタイム・エミー賞で、2年連続最優秀ドラマ作品賞受賞、その他、主演男優、女優賞、助演男優、女優賞など主要部門を受賞している。

## 解説
大都会から、小さな田舎町であるウィスコンシン州ローマに移住してきたブロック一家を中心に、さまざまな問題をめぐり、夫婦間、あるいは親子間で衝突し、やがて和解していく様子を基軸にしながら、スマートな検事とおとぼけ弁護士の法廷闘争、奇妙な事件に右往左往する警察官、ブラックユーモアを散りばめた、魅力ある人々が活躍するハートウォーミングな人間ドラマである。
一見、保守的で住みよい住環境にあるローマだが、人種はもとより、宗教観は入り乱れており、頻繁に対立が起きる。
また、聾唖の女性が踊りながら銀行を襲う「踊る盗賊」事件、アフリカ系アメリカ人が大挙してローマにやってくる事件、市長が人体自然発火現象で死ぬ、短期間で市長が交代するなどといった奇妙な出来事も起きる。

## 登場人物

### ブロック家
ジミー・ブロック Jimmy Brock
演 - トム・スケリット、日本語吹替 - 有本欽隆
保安官。ブロック家の主。考え方は保守的な傾向で、妻のジルとはよく衝突するが、夫婦仲が悪いわけではない。ジルとは不倫の果てに結婚した仲である。
ジル・ブロック Jill Brock
演 - キャシー・ベイカー、日本語吹替 - 紗ゆり
医師。ジミーの2度目の妻。医師としての革新的な視点と母としての保守的な視点を併せ持ち、人間的に描かれている。なお、ジルを演じている、キャシー・ベイカーはデビット・E・ケリー作品にはよく出演している。
キンバリー・ブロック Kimberly Brock
演 - ホリー・マリー・コームズ、日本語吹替 - 渡辺美佐
ブロック家の長女。前妻の子でジルとは血がつながっていない。豊胸手術をしたがっていたが、最後には心変わりをする。
マシュー・ブロック Matthew Brock
演 - ジャスティン・シェンカロー、日本語吹替 - 津野田なるみ
ブロック家の長男。マスターベーションは悪いことか否かを大人に尋ねて困らせる。
ザック・ブロック Zach Brock
演 - アダム・ウィリー、日本語吹替 - 大谷育江、遠藤勝代
ブロック家の次男。ユダヤ教に改宗したい少年。

### ローマ市民
マックス・スチュワート Maxine Stewart
演 - ローレン・ホリー、日本語吹替 - 井上喜久子
保安官補。ジミーの部下。同僚のケニーと恋仲になる。ケニーと付き合う前には、精神科医にマインドコントロールされ、交際していたことも。
ケニー・ラコス Kenny Lacos
演 - コスタス・マンディロア、日本語吹替 - 相沢正輝
保安官補。ジミーの部下。カトリック教徒。ランジェリーショップ経営の市長と付き合う。セクシーな下着を着けた女性と交わりたいという性的欲求をもっている。
ダグラス・ワンバウ Douglas Wambaugh
演 - フィヴァッシュ・フィンケル、日本語吹替 - 辻親八
弁護士。ユダヤ人。非常に個性的な人物。市長の弁護の際には、法定で「ワンバウ規則」を提案し、市長を激怒状態にさせ、ついには市長を人体自然発火現象で死に至らしめる。
ジョン・リトルトン John Littleton
演 - ドン・チードル、日本語吹替 - 田中康郎
地方検事。スマートで検事という職に誇りを持っている。
ヘンリー・ボーン Henry Bone
演 - レイ・ウォルストン、日本語吹替 - 西川幾雄
判事。町で、奇妙な厄介な事件が起きるたび、どう判決を下すか大変悩まされる。
カーター・パイク Carter Pike
演 - ケリー・コネル、日本語吹替 - 土方優人
検死官。「僕も捜査に参加させてくれ」が口癖。やたらと検死解剖したがるように思われている。
メイヤー・レイチェル・ハリス Mayor Rachel Harris
演 - リー・テイラー＝ヤング、日本語吹替 - 小宮和枝
ローマ市長。

## スタッフ
- 企画：デビッド・E・ケリー
- 製作：ジョナサン・ポンテル、ロバート・ブリーチ、スティーブ・ロビン、アン・ドナヒュー、ジェフリー・ニーハー、エレン・ハーマン、マーク・B・ペリー
- 製作総指揮：デビッド・E・ケリー、マイケル・プレスマン、アリス・ウェスト、ジェフ・メルヴォーン<
- 音楽：スチュワート・レビン
- 撮影監督：デニス・スミス
- 編集：ロリ・ジェーン・コールマン

## エピソード

### シーズン1
1.ブリキ男の変死体(前編) #001 [1-01] "pilot (1)
2.ブリキ男の変死体(後編) #002 [1-02] "pilot (2)"
3.執念の追跡 #003 [1-03] "The Green Bay Chopper"
4.市長選をめぐる暗躍 #004 [1-04] "Mr. Dreeb Comes to Town"
5.象が町にやって来た #005 [1-05] "The Autumn of Rome"
6.謎の連続入浴魔 #006 [1-06] "Frank the Potato Man"
7.愛しのローズマリー #007 [1-07] "Remembering Rosemary"
8.挑戦者たち #008 [1-08] "The Contenders"
9.聖なる眠り #009 [1-09] "Sacred Hearts"
10.愛は永遠に #010 [1-10] "Thanksgiving"
11.クリスマス・ページェント #011 [1-11] "The Snake Lady"
12.真実を暴いた恋 #012 [1-12] "Pageantry"
13.イブの出来事 #013 [1-13] "High Tidings"
14.カエル騒動 #014 [1-14] "Frog Man"
15.にがいキス #015 [1-15] "Bad Moons Rising"
16.倖せのかたち #016 [1-16] "Nuclear Meltdowns"
17.尊厳死と差別 #017 [1-17] "The Body Politic"
18.キューピッドの矢 #018 [1-18] "Be My Valentine
19.医師たちの選択 #019 [1-19] "Fetal Attraction
20.目撃!UFO #020 [1-20] "Sightings
21.戦いの火蓋 #021 [1-21] "Rights of Passage
22.戸惑 #022 [1-22] "Sugar and Spice
23.明日へのララバイ #023 [1-23] "The Lullaby League

### シーズン2
24.市長の殺人 #024 [2-01] "Turpitude
25.愛と死の狭間で #025 [2-02] "Duty Free Rome
26.不法侵入 #026 [2-03] "Unlawful Entries
27.マインド・コントロール #027 [2-04] "Under the Influence
28.ミルク・キャンペーン #028 [2-05] "The Dancing Bandit
29.踊る盗賊 #029 [2-06] "Dairy Queen
30.逆転 #030 [2-07] "Cross Examination
31.クリスマスの奇跡 #031 [2-08] "Strangers
32.ブルー・クリスマス #032 [2-09] "Blue Christmas
33.オー・マイ・ゴッド #033 [2-10] "Paging Doctor God
34.目には目を #034 [2-11] "Guns 'R' Us
35.自由と規制 #035 [2-12] "Remote Control
36.命の選択 #036 [2-13] "Abominable Snowman
37.デート大作戦 #037 [2-14] "Supreme Courting
38.市長のリコール #038 [2-15] "Divine Recall
39.過去からの報復 #039 [2-16] "Terms of Estrangement
40.悲しみの殺人者 #040 [2-17] "Squatter's Rights
41.怒れる陪審員たち #041 [2-18] "System Down
42.父、娘、夫 #042 [2-19] "Buried Alive
43.神父の罪 #043 [2-20] "My Left Shoe
44.未来への賭け #044 [2-21] "Frosted Flakes
45.ハワーズ・エンド #045 [2-22] "Howard's End

### シーズン3
46.真実追究 #046 [3-01] "Survival of the Fittest
47.陪審の評決 #047 [3-02] "Systematic Abuse
48.強制バス通学 #048 [3-03] "The Bus Stops Here (1)
49.人種差別 #049 [3-04] "Enemy Lines (2)"
50.魔法 #050 [3-05] "Cold Spell
51.市長選挙 #051 [3-06] "Elective Conduct
52.理由ある反抗 #052 [3-07] "Rebels with Causes" （シカゴ・ホープとのクロスオーバー）
53.権利の放棄 #053 [3-08] "May It Please the Court
54.免責特権 #054 [3-09] "For Whom the Wind Blows
55.生命誕生 #055 [3-10] "Away in the Manger
56.冷凍庫殺人 #056 [3-11] "Freezer Burn
57.親の愛 #057 [3-12] "Frogman Returns
58.夫婦の絆 #058 [3-13] "Mr. Seed Goes to Town
59.愛すれば #059 [3-14] "Close Encounters
60.招かれざる客 #060 [3-15] "When in Rome
61.英雄と悪党 #061 [3-16] "Heroes and Villains
62.許されざる者 #062 [3-17] "Changing of the Guard
63.安楽死 #063 [3-18] "Without Mercy
64.最後の審判 #064 [3-19] "Final Judgement
65.奇跡 #065 [3-20] "Saint Zach
66.父と子 #066 [3-21] "Upbringings
67.ローマの唄 #067 [3-22] "The Song of Rome

### シーズン4
68 [4-01] "A Change of Season"
69 [4-02] "Reap the Whirlwind"
70 [4-03] "Pal Joey"
71 [4-04] "Bloodbrothers"
72 [4-05] "Dog Eat Dog"
73 [4-06] "Heart of Saturday Night"
74 [4-07] "Down the Tubes"
75 [4-08] "This Little Piggy"
76 [4-09] "Witness for the Prosecution"
77 [4-10] "Dem Bones"
78 [4-11] "Bloodlines"
79 [4-12] "Snow Exit"
80 [4-13] "My Romance"
81 [4-14] "The Z Files"
82 [4-15] "Bottled"
83 [4-16] "Dante's Inferno"
84 [4-17] "Bye-Bye, Bey-Bey"
85 [4-18] "Three Weddings and a Meltdown"
86 [4-19] "Winner Takes All"
87 [4-20] "Forget Selma"
88 [4-21] "To Forgive Is Divine"
89 [4-22] "Liver Let Die"
プロデューサーのデビッド・E・ケリーの関連作、シカゴ・ホープとのクロスオーバーの際に、ウォッターズ部長とガイガー医師がゲスト出演したことがある。

## 受賞歴
プライムタイム・エミー賞
- 作品賞：1993年、1994年
- 主演女優賞：キャシー・ベイカー(3回)
- 主演男優賞：トム・スケリット
- 助演女優賞：リー・テイラー・ヤング
- 助演男優賞：フィバッシュ・フィンケル、レイ・ウォルストン(2回)

## その他
オンエアされた日本語吹き替え版においては、予算の都合のためか、ゲスト出演者や、脇役にメインの声優を使いまわす事がよくあった。

## 日本語版製作
- 演出：春日正伸
- 翻訳：宇津木道子、和嶋陽子
- 調整：山本洋平、白石洋
- 効果：栗林秀年
- 制作担当：渡部勢子、甲斐樹美子
- 編集スタジオ：ムービーテレビジョンスタジオ
- 録音スタジオ：STUDIO SAURUS
- 編集・録音：ムービーテレビジョンスタジオ
- 配給：ムービーテレビジョン
- 制作：ムービーテレビジョンスタジオ、ムービーテレビジョン

## DVD
日本では未発売だが、アメリカでは第1シーズンのみ発売されている。